# Cryptocentrus niveatus
Cryptocentrus niveatus (Valenciennes, 1837) es una especie de peces de la familia de los Gobiidae en el orden de los Perciformes.

## Características
Se caracteriza por tener un cuerpo muy delgado, con una franja blanca en la línea media de la cabeza, que a menudo se extiende hacia el cuerpo. Habitan en planicies arrecifales poco profundas.

## Distribución geográfica
Se encuentra en el Pacífico occidental central.

## Observaciones
Es inofensivo para los humanos.